# Fürst von Sulmona
Fürst von Sulmona ist – bezogen auf den Ort Sulmona in der italienischen Provinz L’Aquila – ein Titel, der erstmals 1526 von Kaiser Karl V. in seiner Eigenschaft als König von Spanien an Charles de Lannoy, 1522–1524 Vizekönig von Neapel, verliehen wurde. Die Familie starb mit dem 6. Fürsten von Sulmona 1604 aus.
Eine zweite Verleihung erfolgte an Marcantonio Borghese, den Neffen des Papstes Paul V. (Camillo Borghese), dessen Nachkommen den Titel noch heute führen. Aktueller Titelträger ist Scipione Borghese (* 1970), der 14. Principe di Sulmona.
Der bekannteste Fürst von Sulmona ist Camillo Filippo Ludovico Borghese (1775–1832), der Pauline Bonaparte, Schwester von Napoléon Bonaparte und Herzogin von Guastalla, heiratete.

## Fürsten von Sulmona, 1. Verleihung (Haus Lannoy)

Haus Lannoy

- Charles de Lannoy (1482–1527), Seigneur de Senzeille, 1526 Reichsgraf von Lannoy und spanischer Principe di Sulmona, 1522 Vizekönig von Neapel; ⚭ Françoise de Montbel, duchesse de Bojano, Tochter von Jacques de Montbel, comte d’Entremonts
- Filippo de Lannoy (1514–1553), dessen Sohn, 2. Principe di Sulmona; ⚭ Isabella Colonna duquesa Traetto, Tochter von Vespasiano Colonna, duca di Traetto
- Carlo de Lannoy (1537–1568), dessen Sohn, 3. Principe di Sulmona; ⚭ Costanza del Carretto, Tochter von Marcantonio
- Orazio de Lannoy († 1597), dessen Bruder, 4. Principe di Sulmona; ⚭ Antonia d’Avalos, Tochter von Alfonso d’Avalos, principe di Francavilla
- Filippo de Lannoy († 1600), dessen Sohn, 5. Principe di Sulmona; ⚭ Porcia de Guevara, 7. Contessa di Potenza, Tochter von Alfonso de Guevara, 6. Conte di Potenza
- Filippo Orazio de Lannoy († 1604), dessen Sohn, 6. Principe di Sulmona

## Fürsten von Sulmona, 2. Verleihung (Haus Borghese)

Haus Borghese

- Marcantonio Borghese (1598–1635) Principe di Sulmona, Neffe des Papstes Paul V. (1605–1621); ⚭ Camilla Orsini, Tochter von Virginio Orsini, duca di Bracciano
- Paolo Principe Borghese (1625–1646), dessen Sohn; ⚭ Olimpia Aldobrandini, Erbin von Rossano, Tochter von Giorgio Aldobrandini, principe di Rossano
- Gian Battista Borghese (1639–1717), dessen Sohn, 2. Principe di Sulmona e Rossano; ⚭ Eleonora Buoncompagni, Tochter von Ugo Boncompagni, duca di Sora
- Marcantonio II. Borghese (1660–1729), dessen Sohn, 3. Principe di Sulmona e Rossano, 1721–1722 Vizekönig von Neapel; ⚭ Livia  Spinola, Erbin von Sant’Angelo, Tochter von Carlo Spinola, principe di Sant’Angelo
- Camillo Borghese (1693–1763), dessen Sohn, 4. Principe di Sulmona; ⚭ Agnese Colonna, Tochter von Filippo Colonna, 7. Principe di Paliano
- Marantonio III. Borghese (1730–1800), dessen Sohn, 5. Principe du Sulmona; ⚭ Anna Maria Salviati, Tochter von Averardo Salviati, duca di Giuliano
- Camillo Filippo Ludovico Borghese (1775–1832), dessen Sohn, 6. Principe di Sulmona, Principe di Rossano, ⚭ Pauline Bonaparte, Herzogin von Guastalla
- Francesco Paolo Borghese (1776–1839), dessen Bruder, Principe Aldobrandini; ⚭ Adèle de La Rochefoucauld, Tochter von Alexandre François de La Rochefoucauld, duc d’Estissac
- Marcantonio Borghese (1814–1886), dessen Sohn, 8. Principe di Sulmona, Principe di Nettuno; ⚭ I Gwendoline Talbot, Tochter von John Talbot, 16. Earl of Shrewsbury; ⚭ Marie Thérèse de La Rochefoucauld, Tochter von Alexandre Jules de La Rochefoucauld, duc d’Estissac
- Paolo Principe Borghese (1845–1920), dessen Sohn, 9. Principe di Sulmona; ⚭ Ilona Gräfin Apponyi von Nagy-Apponyi, Tochter von Rudolf Graf Appony von Nagy-Appony
- Scipione Principe Borghese (1871–1927), dessen Sohn, 10. Principe di Sulmona; ⚭ I Anna Maria de Ferrari, Tochter von Gaetano, duca di Ferrari; ⚭ II Teodora Martini
- Livio Principe Borghese (1874–1939), dessen Bruder, 11. Fürst von Montecompatri, 11. Fürst von Sulmona und Vivaro, 12. Fürst von Rossano, 5. Herzog von Canemorte, 11. Herzog von Palombara, 5. Herzog von Castelchiodato, 11. Herzog von Poggionativo etc.; ⚭ Valerie Keun
- Flavio Camillo Borghese (1902–1980), dessen Sohn, 12. Fürst von Sulmona; ⚭ Angela Paternò, 7. Principessa di Sperlinga dei Manganelli
- Camillo Borghese (1927–2011), deren Sohn, 13. Fürst von Sulmona; ⚭ I Rossana Nucci;
- Scipione Borghese (* 1970) 14. Fürst von Sulmona, 15. Fürst von Rossano~Donna Barbara Massimo, Tochter von Filippo Massimo Fürst von Arsoli